# Eotapinoma gracilis
Eotapinoma gracilis är en myrart som beskrevs av Gennady M. Dlussky 1988. Eotapinoma gracilis ingår i släktet Eotapinoma och familjen myror. Inga underarter finns listade i Catalogue of Life.